# Les Sucriers de Colleville
Pour plus de détails, voir Fiche technique et Distribution.
Les Sucriers de Colleville est un  documentaire français réalisé par Ariane Doublet et sorti en 2003.

## Synopsis
Dans l'usine de Colleville (Haute-Normandie), les ouvriers attendent de savoir si leur usine fermera ou pas, avec un mélange de colère et de résignation.

## Fiche technique
- Titre : Les Sucriers de Colleville
- Réalisation, scénario et montage : Ariane Doublet
- Production : Quark Productions
- Pays d’origine :  France
- Date de tournage : 2003
- Genre : documentaire
- Durée : 90 minutes
- Date de sortie : France - 7 avril 2003